# Estación de Genthod-Bellevue
La estación de Genthod-Bellevue es un apeadero ferroviario ubicado en la comuna de  Genthod, Suiza.
Al apeadero se puede acceder desde la calle Rue de la Printanière, en el sur del núcleo urbano de Genthod. En términos ferroviarios, el apeadero se sitúa en la línea Ginebra - Lausana, que por esta zona cuenta con tres vías debido a la intensidad del tráfico ferroviario. Tiene un único andén, al que acceden una vía, en la que paran los trenes en el apeadero, que está conectada con la línea Ginebra - Lausana, y en la que paran los trenes Regio con destino Coppet, el único servicio ferroviario con el que cuenta la estación.
Las dependencias ferroviarias colaterales del apeadero son los apeaderos de Genthod-Bellevue en dirección Ginebra y Creux-de-Genthod hacia Lausana.

## Servicios Ferroviarios
En la estación solo efectúan parada los trenes Regio que tienen con destino Coppet procedentes de Lancy-Pont-Rouge y de Ginebra:
- R Lancy-Pont-Rouge - Ginebra-Cornavin - Versoix - Coppet. Tiene una frecuencia de 30 minutos los días laborables, que asciende a una hora los fines de semana y festivos, con un amplio horario que comienza a las 5 de la mañana y finaliza pasada la medianoche.[1]